# Kukulje (Srbac)
Kukulje (szerbül: Кукуље), település Bosznia-Hercegovinában, Srbac községben, Bosanska krajina területén, a Szerb Köztársaságban. 

## Fekvése
Bosznia-Hercegovina északi részén, Banja Lukától légvonalban 30, közúton 34 km-re északkeletre, községközpontjától légvonalban 13, közúton 16 km-re délnyugatra, az Orbász bal partján húzódó Lijevce polje síkságának déli részén, 102-104 méteres tengerszint feletti magasságban található.

## Népessége
| Nemzetiségi csoport | Népesség 1991 | Népesség 2013 |
| ------------------- | ------------- | ------------- |
| Szerb               | 927           | 886           |
| Bosnyák             | 0             | 2             |
| Horvát              | 4             | 6             |
| Jugoszláv           | 10            | 0             |
| Egyéb               | 9             | 11            |
| Összesen            | 950           | 905           |

## Története
1535/36-ban Huszrev bég elfoglalta Kobaš és Levač várait, ezzel a térség oszmán uralom alá került. Ekkor ez a terület a Kobaši kádiluk, a Banja Luka-i vijalet és a Boszniai Szandzsák része lett. Később a kadiluk székhelyét Kobašból Banja Lukába helyezték át, Kobaš pedig az alsóbb közigazgatási egységek (kapitányság, megye, járás) székhelye volt. Az osztrák-török háború (1716-18) a pozsareváci békeszerződéssel ért véget, amelyet 1718. június 21-én írtak alá Pozsarevácon. Ausztria megkapta Bijeljinát és a Szávától délre egy keskeny sávot (Brčko, Bosanski Brod, Kobaš, Dubica és Furjan). Abban az időben számos menekült és száműzött érkezett Szlavóniából, Macsóból (Szabács és Loznica) és a Birodalom más elveszett területeiről a kobaškai kapitányságba és Bosznia északi részébe. 1723-ban az osztrák betörések miatt a kapitányság székhelyét Kotorba (a mai Kotor-Varoš) helyezték át.
A település 1878-ig tartozott az Oszmán Birodalomhoz, ekkor a berlini kongresszus határozata alapján az Osztrák-Magyar Monarchia része lett. 1879-ben az első osztrák-magyar népszámlálás során a Berbiri járáshoz tartozó településnek 78 háztartása és 386 ortodox lakosa volt. 1910-ben a Bosanska Gradiška-i járáshoz tartozó településen 139 háztartást és 786 ortodox lakost találtak. A monarchia szétesésével 1918-ban előbb a Szerb-Horvát-Szlovén Királyság, majd 1929-től a Jugoszláv Királyság része. 1921-ben a községnek 290 háztartása és 1662 lakosa volt. Az 1929-es törvény értelmében, amikor Bosznia-Hercegovinát négy banovinára, Drinskára, Vrbaskára, Zetskára és Primorskára osztották, a település a Vrbaska banovina része lett, amelynek székhelye Banja Luka volt Jugoszlávia megszállása után a Független Horvát Állam (NDH) része lett. 1943 októberében és novemberében súlyos harcok folytak itt a partizánok és a német csapatok által támogatott csetnikek között. A második világháború után a település a szocialista Jugoszláviához tartozott. A daytoni békeszerződést követő területfelosztásnál Srbac község részeként a Szerb Köztársaság területéhez került.

## Oktatás
A település nyolcosztályos iskolája a razboji „Dositej Obradović” Általános Iskola terüéeti iskolája.

## Kultúra
KUD Đerdan Kulturális és Művészeti Egyesület

## Sport
Az FK Mladi Krajišnik Kukulje labdarúgóklub a gradiškai területi ligában szerepel

## Nevezetességei
Keresztelő Szent János tiszteletére szentelt pravoszláv temploma.